# Festival international de jazz de Port-au-Prince
Le festival international de jazz de Port-au-Prince est un festival de jazz qui se déroule à Port-au-Prince chaque année au mois de janvier depuis 2007.

## Histoire
Depuis 2007, la capitale d'Haïti offre au public et aux festivaliers, toujours plus nombreux, un festival international de jazz. Cet évènement culturel et musical à but non lucratif est un important rendez-vous culturel annuel offert aux Haïtiens au mois de janvier. Seule la saison 2010 fut désorganisée en raison du séisme de 2010 à Haïti.
Ce festival de jazz est organisé par la "Fondation Haïti Jazz" avec le soutien des ministères de la Culture et du Tourisme d'Haïti, ainsi que l'aide et le partenariat des principales ambassades présentes à Haïti et d'institutions privées et publiques ainsi que de la Banque de la république d'Haïti.
Les concerts se déroulent sur plusieurs lieux, notamment dans le parc historique de la Canne à Sucre, situé à Croix-des-Bouquets, près de l'ambassade américaine, à l'institut français d'Haïti, le centre culturel brésilien, le centre culturel Fokal, le Champ-de-Mars ainsi que dans les salles de spectacles de grands hôtels internationaux de Port-au-Prince, tel que l'hôtel Karibe.
Les musiciens jazzy viennent du monde entier, des États-Unis, du Canada et notamment du Québec, de France, des Antilles, de Belgique, du Mexique, du Chili, d'Allemagne, d'Espagne, de Suisse et de la diaspora haïtienne.
Parmi les musiciens de jazz, on peut citer Branford Marsalis, Richard Bona, Henri Texier, Mino Cinelu, Louis Winsberg, Wynton Kelly, Bill Evans, Annie Poulin, Nono Garcia ou Aaron Goldberg.
Haïti n'est pas en reste et apporte sa propre couleur, le jazz créole. Un style en pleine ascension qui s'inscrit par le biais de ce festival sur la scène du jazz international. Beethova Obas, Meddy Gerville, Pauline Jean, Réginald Policard, Turgot Théodat, Buyu Ambroise, John Bern Thomas, Sarah Jane Rameau ou encore Mushy Widmaier.